# Campeonato Sudamericano de Natación de 2006
El Campeonato Sudamericano de Natación 2006 o Campeonato Sudamericano de Primera Fuerza de Deportes Acuáticos, se celebró entre el 1 y 5 de marzo de 2006 en Medellín, Colombia, en este se realizaron las competeciones de Natación, Clavados, Nado Sincronizado y Waterpolo. Cartagena fue subsede para las pruebas Natación en Aguas Abiertas celebradas entre el 8 y 10 de marzo. El evento fue organizado por la Confederación Sudamericana de Natación (CONSANAT), y contó con la participación de 11 países.

## Horarios
| Fecha       | Actividades |
| ----------- | --- |
| 1 de marzo  | - Primera Jornada de Polo Acuático - 11:00 a. m. - Inauguración - 6:30 p. m. - Primera Jornada Eliminatoria de Natación - 8:00 p. m. |
| 2 de marzo  | - Primera Jornada Finales de Natación - 9:00 a. m. - 50 Mariposa Masculino - 50 Pecho Femenino - 800 Libre Masculino - 400 Libre Femenino - 200 Espalda Masculino - 100 Mariposa Femenino - 100 Pecho Masculino - 200 Combinado Femenino - 200 Libre Masculino - 4X200 Libre Femenino - Clavados, Trampolín 3 m. varones y 1 m. damas - 11:30 a. m. - Nado Sinc., Rutina técnica de Solo y Equipos - 2:00 p. m. - Segunda Jornada Eliminatoria de Natación - 5:00 p. m. - Segunda Jornada de Polo Acuático 7:00 p. m.         |
| 3 de marzo  | - Segunda Jornada Finales de Natación - 9:00 a. m. - 50 Mariposa Femenino - 50 Pecho Masculino - 800 Libre Femenino - 200 Mariposa Masculino - 200 Espalda Femenino - 400 Libre Masculino - 100 Libre Femenino - 100 Espalda Masculino - 400 Combinado Femenino - 4X200 Libre Masculino - Clavados, Plataforma sinc. masc. y Plataforma fem. - 11:30 a. m. - Nado Sincronizado, Rutina técnica Duetos - 2:00 p. m. - Tercera Jornada Eliminatoria de Natación - 5:00 p. m. - Tercera Jornada de Polo Acuático - 5:00 p. m.    |
| 4 de marzo  | - Tercera Jornada Finales de Natación - 9:00 a. m. - 50 Libre Masculino - 50 Espalda Femenino - 1500 Libre Masculino - 200 Pecho Femenino - 100 Mariposa Masculino - 200 Libre Femenino - 200 Combinado Masculino - 200 Mariposa Femenino - 4X100 Combinado Masculino - 4X100 Libre Femenino - Clavados, Trampolín 3 m. damas y 1 m. varones - 11:30 a. m. - Nado Sincronizado, Rutina libre de Solo y Duetos - 2:00 p. m. - Cuarta Jornada Eliminatoria de Natación - 5:00 p. m. - Semifinales de Polo Acuático - 7:00 a. m. |
| 5 de marzo  | - Cuarta Jornada Finales de Natación - 8:30 a. m. - 50 Libre Femenino - 50 Espalda Masculino - 1500 Libre Femenino - 200 Pecho Masculino - 100 Espalda Femenino - 100 Libre Masculino - 100 Pecho Femenino - 400 Combinado Masculino - 4X100 Combinado Femenino - 4X100 Libre Masculino - Clavados, Plataforma sinc. fem. y Plataforma masc. - 11:00 a. m. - Nado Sinc., Rutina equipos y libre combinada - 12:30 p. m. - Final de Polo Acuático - 1:30 p. m. - Clausura y Premiación - 3:00 p. m.                            |
| 8 de marzo  | - Competencias de 5 km. |
| 10 de marzo | - Competencias de 10 km. |

## Resultados en Natación

### Masculino
| Evento                      | Oro                                    | Plata                                                                              | Bronce                                      |
| --------------------------- | -------------------------------------- | ---------------------------------------------------------------------------------- | ------------------------------------------- |
| 50 m libre Detalle          | Guilherme Roth · Brasil · 22.65. RC    | Nicholas Santos · Brasil · 23.04.                                                  | Matias Aguilera Argentina 23.40.            |
| 100 m libre Detalle         | Cesar Cielo · Brasil · 50.64.          | Guilherme Roth · Brasil · 50.79.                                                   | Matías Aguilera Argentina 51.25.            |
| 200 m libre Detalle         | Rodrigo Castro · Brasil · 1:51.02. RC  | Giancarlo Zolezzi · Chile · 1:53.22.                                               | Martín Daniel Kutscher · Uruguay · 1:53.43. |
| 400 m libre Detalle         | Felipe May · Brasil · 4:00.90.         | Erwin Maldonado · Venezuela ·                                                      | Giancarlo Zolezzi · Chile ·                 |
| 800 m libre Detalle         | Felipe May · Brasil · 8:22.44.         | Conrado Chede · Brasil · 8:23.68.                                                  | Erwin Maldonado · Venezuela · 8:24.06.      |
| 1500 m libre Detalle        | Conrado Chede · Brasil · 15:49.72.     | Juan Martin Pereyra Argentina 16.10.61.                                            |                                             |
| 50 m espalda Detalle        | Eduardo Germán Otero Argentina 26.97.  | Glauber Silva · Brasil · 26.99.                                                    | Joaquín Belza Argentina 27.09.              |
| 100 m espalda Detalle       | Lucas Salatta · Brasil · 57.14.        | Joaquín Belza Argentina 58.06.                                                     | Eduardo Germán Otero Argentina 58.09.       |
| 200 m espalda Detalle       | Lucas Salatta · Brasil · 2:03.06.      | Omar Pinzón · Colombia · 2:04.78.                                                  | Joaquín Belza Argentina 2:06.89.            |
| 50 m pecho Detalle          | Felipe Lima · Brasil · 28.69.          | Eduardo Fischer · Brasil ·                                                         | Walter Arciprete Argentina 29.19.           |
| 100 m pecho Detalle         | Eduardo Fischer · Brasil · 1:03.17.    | Felipe Lima · Brasil · 1:03.18.                                                    | Cristian Soldano Argentina 1:04.98.         |
| 200 m pecho Detalle         | Thiago Pereira · Brasil · 2:18.52.     | Cristian Soldano Argentina 2:23.76.                                                | Felipe Lima · Brasil · 2:24.39.             |
| 50 m mariposa Detalle       | Guilherme Roth · Brasil · 24.24 RC     | Nicholas Santos · Brasil · 24.55                                                   | Camilo Becerra · Colombia · 25.02           |
| 100 m mariposa Detalle      | Kaio de Almeida · Brasil · 53.58. RC   | Gabriel Mangabeira · Brasil · 54.43.                                               | Tjow Gordon Tour Ngie Surinam 56.33.        |
| 200 m mariposa Detalle      | Kaio de Almeida · Brasil · 1:59.05. RC | Gastón Rodríguez Argentina 2.04.74.                                                | José Crescimbeni · Perú ·                   |
| 200 m combinado Detalle     | Thiago Pereira · Brasil · 2:02.15.     | Lucas Salatta · Brasil · 2:06.76.                                                  | Omar Pinzón · Colombia · 2:06.87.           |
| 400 m combinado Detalle     | Lucas Salatta · Brasil · 4:33.01       | Omar Pinzón · Colombia · 4:33.12                                                   | Diego Bonilla · Colombia · 4:40.84.         |
| 4 × 100 m libre Detalle     | Brasil · 3:25.63.                      | Argentina Juan Pereyra Eduardo Germán Otero Joaquín Belza Matias Aguilera 3:29.31. | Uruguay · 3:30.72.                          |
| 4X200 m. libre Detalle      | Brasil · 7:37.86.                      | Chile                                                                              | Venezuela                                   |
| 4 × 100 m combinado Detalle | Brasil · 3:49.05.                      | Argentina Joaquín Belza Cristian Soldano Gastón Rodríguez Matias Aguilera 3.52.01. | Colombia · 3:55.84.                         |

### Femenino
| Evento                      | Oro                                    | Plata                                                                                | Bronce                                |
| --------------------------- | -------------------------------------- | ------------------------------------------------------------------------------------ | ------------------------------------- |
| 50 m libre Detalle          | Rebeca Gusmao · Brasil · 25.72.        | Flavia Cazziolato · Brasil · 26.03.                                                  | Nadia Colovini Argentina 26.73.       |
| 100 m libre Detalle         | Rebeca Gusmao · Brasil · 57.06.        | Flavia Cazziolato · Brasil ·                                                         | Ximena Vilar · Venezuela ·            |
| 200 m libre Detalle         | [[]] Argentina 2:03.96.                |                                                                                      |                                       |
| 400 m libre Detalle         | Kristel Köbrich · Chile · 4:17.80.     | Cecilia Biagioli Argentina 4:19.45.                                                  | Mariana Brochado · Brasil · 4:20.31.  |
| 800 m libre Detalle         | Kristel Köbrich · Chile · 8:50.13.     | Poliana Okimoto · Brasil ·                                                           | Cecilia Biagioli Argentina 9.07.84.   |
| 1500 m libre Detalle        | Kristel Köbrich · Chile · 16:46.90.    | Poliana Okimoto · Brasil · 17:14.39.                                                 | Nayara Ribeiro · Brasil · 17:17.82.   |
| 50 m espalda Detalle        | Fabiola Molina · Brasil · 29.83.       | Massie Milagros · Perú · 31.02.                                                      | Carolina Colorado · Colombia · 31.36. |
| 100 m espalda Detalle       | Fabiola Molina · Brasil · 1:04.17.     | Carolina Colorado · Colombia · 1:05.76.                                              | Francia Palma · Venezuela · 1:07.43.  |
| 200 m espalda Detalle       | Georgina Bardach Argentina 2:21.09.    | Fabiola Molina · Brasil ·                                                            | Francia Palma · Venezuela ·           |
| 50 m pecho Detalle          | Javiera Salcedo Argentina 33.49.       | Daniela Victoria · Venezuela · 34.71.                                                | Mariana Katsuno · Brasil · 35.04.     |
| 100 m pecho Detalle         | Javiera Salcedo Argentina 1:12.95.     | Mariana Katsuno · Brasil · 1:15.45.                                                  | Nora Miro Quesada · Perú · 1:15.48.   |
| 200 m pecho Detalle         | Javiera Salcedo Argentina 2:39.87.     |                                                                                      |                                       |
| 50 m mariposa Detalle       | Gabriella Silva · Brasil · 28.22 RC    | Yamile Bahamonde · Ecuador ·                                                         | Andreína Rojas · Venezuela ·          |
| 100 m mariposa Detalle      | Gabriella Silva · Brasil · 1:02.16. RC | Daiene Dias · Brasil · 1:02.53.                                                      | Florencia Ghione Argentina 1:03.19.   |
| 200 m mariposa Detalle      | Florencia Ghione Argentina 2:16.73.    |                                                                                      |                                       |
| 200 m combinado Detalle     | Joanna Maranhao · Brasil · 2:19.58.    | Georgina Bardach Argentina 2:19.61.                                                  | Marcela Aguirre · Colombia · 2:28.06. |
| 400 m combinado Detalle     | Georgina Bardach Argentina 4:53.72.    | Joanna Maranhao · Brasil ·                                                           | Silvia Pérez · Venezuela · 2:19.58.   |
| 4 × 100 m libre Detalle     | Brasil · 3:54.50.                      | Argentina Nadia Colovini Cecilia Biagioli Florencia Ghione Georgina Bardach 4.00.23. | Colombia · 4:00.98.                   |
| 4X200 m. libre Detalle      | Brasil · 8:28.56.                      | Argentina Cecilia Biagioli Florencia Ghione Georgina Bardach Nadia Colovini 8:39.37. | Chile · 8:41.67.                      |
| 4 × 100 m combinado Detalle | Brasil · 4:19.30.                      | Argentina Georgina Bardach Javiera Salcedo Florencia Ghione Nadia Colovini 4:23.10.  | Venezuela · 4:27.05                   |

RC: Récord de Competición

### Medallero
| Núm. | País      | Oro | Plata | Bronce | Total |
| ---- | --------- | --- | ----- | ------ | ----- |
| 1    | Brasil    | 29  | 18    | 7      | 54    |
| 2    | Argentina | 8   | 12    | 10     | 30    |
| 3    | Venezuela | 0   | 2     | 9      | 11    |
| 4    | Colombia  | 0   | 3     | 7      | 10    |
| 5    | Chile     | 3   | 2     | 2      | 7     |
| 6    | Perú      | 0   | 2     | 2      | 4     |
| 7    | Uruguay   | 0   | 0     | 2      | 2     |
| 8    | Ecuador   | 0   | 1     | 0      | 1     |
| 9    | Surinam   | 0   | 0     | 1      | 1     |

## Resultados de natación en aguas abiertas

### Masculino
| Evento         | Oro                            | Plata                                     | Bronce                           |
| -------------- | ------------------------------ | ----------------------------------------- | -------------------------------- |
| 5 km. Detalle  | Carlos Pavao · Brasil · 57:34. | Damian Blaum Argentina 57:45.             | Guilherme Bier · Brasil · 58:08. |
| 10 km. Detalle | Fábio Lima · Brasil · 2:04:52. | Luis Eduardo Oliveira · Brasil · 2:04:58. | Damian Blaum Argentina 2:05:02.  |

### Femenino
| Evento         | Oro                                     | Plata                                  | Bronce                             |
| -------------- | --------------------------------------- | -------------------------------------- | ---------------------------------- |
| 5 km. Detalle  | Pilar Geijo Argentina 1:07:35.          | Michel Santiago · Venezuela · 1:07:41. | María Serrano · Ecuador · 1:07:42. |
| 10 km. Detalle | Maria da Penha Cruz · Brasil · 2:13:43. | María Celeste Puñet Argentina 2:16:51. | Pilar Geijo Argentina 2:16:58.     |

### Equipos
| Posición | País      | Tiempo (horas/minutos/segundos) |
| -------- | --------- | ------------------------------- |
| 1        | Brasil    | 6h 23m 33s                      |
| 2        | Argentina | 6h 27m 52s                      |
| 3        | Venezuela | 6h 42m 18s                      |

## Resultados de clavados

### Hombres
| Evento                  | Oro                                         | Plata                                       | Bronce                                 |
| ----------------------- | ------------------------------------------- | ------------------------------------------- | -------------------------------------- |
| Trampolín 1 m.          | Juan Urán · Colombia · 390.75               | Cesar Castro · Brasil · 375.15              | Emilio Colmenárez · Venezuela · 346.55 |
| Trampolín 3 m.          | Juan Urán · Colombia · 425.35               | Emilio Colmenárez · Venezuela · 410.15      | Cassius Durán · Brasil · 385.80        |
| Plataforma              | Hugo Parisi · Brasil · 405.75               | Cassius Durán · Brasil · 400.75             | Juan Urán · Colombia · 390.70          |
| Plataforma sincronizado | Juan Urán · Victor Hugo Ortega · Colombia · | Joel Alvarado · Enrique Rojas · Venezuela · | Hugo Parisi · Cassius Durán · Brasil · |

### Mujeres
| Evento                  | Oro                                              | Plata                                               | Bronce                                              |
| ----------------------- | ------------------------------------------------ | --------------------------------------------------- | --------------------------------------------------- |
| Trampolín 1 m.          | Alejandra Fuentes · Venezuela · 260.30           | Juliana Veloso · Brasil · 247.45                    | Juliana Ochoa · Colombia · 242.50                   |
| Trampolín 3 m.          | Alejandra Fuentes · Venezuela ·                  | Juliana Veloso · Brasil ·                           | Diana Isabel Pineda · Colombia ·                    |
| Plataforma              | Juliana Veloso · Brasil · 311.55                 | Diana Pineda · Colombia · 281.95                    | Juliana Ochoa · Colombia · 236.50                   |
| Plataforma sincronizado | Diana Pineda / Juliana Ochoa · Colombia · 260.28 | Milena Canto Sae / Evelin Winkler · Brasil · 235.23 | Aldemar Torres / Kiara Vuelvas · Venezuela · 215.49 |

## Resultados de waterpolo
| Evento            | Oro    | Plata     | Bronce   |
| ----------------- | ------ | --------- | -------- |
| Masculino Detalle | Brasil | Colombia  |          |
| Femenino Detalle  | Brasil | Venezuela | Colombia |

## Predecesor y sucesor
| Predecesor: Maldonado | Campeonato Sudamericano de Natación de 2006 Medellín / Cartagena | Sucesor: Sao Paulo |